# プラトーアカミミガメ
プラトーアカミミガメ（学名：Trachemys gaigeae）は、ヌマガメ科アカミミガメ属に分類されるカメ。

## 分布
- T. g. gaigeae　ビッグベンドアカミミガメ

アメリカ合衆国（テキサス州南西部、ニューメキシコ州南部）、メキシコ（チワワ州北東部）のリオ・グランデ川上流域固有亜種
- T. g. hartwegi　ナザスキミミガメ

メキシコ（コアウイラ州南西部、ドゥランゴ州のナザス川流域）固有亜種

## 形態
最大甲長29.8cm。オスよりもメスの方がやや大型になる。背甲はやや扁平で、上から見るとやや幅広い楕円形。甲板の表面には成長輪がやや発達するが、甲板表面に皺が入ることは少ない。項甲板は細長く、等脚台形。背甲の色彩は緑褐色や濃緑色。縁甲板背面にはオレンジ色の横縞やアルファベットの「C」字状の斑紋、暗色の斑点や輪状の斑紋が入る。縁甲板腹面には甲板ごとに暗色斑が入る。腹甲長は甲長（背甲長）の89%以上。腹甲の色彩は淡黄色や黄褐色、オレンジ色。
頭部は中型で、吻端はやや突出する。上顎の先端はわずかに凹む。頭部の色彩は緑褐色や濃緑色で、黄色く細い筋模様が入る。眼よりも後方の側頭部に明色斑が入り、明色斑の後端は頸部に入る縦縞と繋がらない。眼と明色斑の間には明色の斑点が入る。
幼体は椎甲板にあまり発達しない筋状の盛り上がり（キール）があり、後部縁甲板が弱く鋸状に尖る。腹甲には正中線沿いにアルファベットの「C」や「L」字状の暗色斑が入る。成長に伴いキールは消失し縁甲板の突起も不明瞭になる。また背甲や腹甲の斑紋は不明瞭になる。
- T. g. gaigeae　ビッグベンドアカミミガメ

最大甲長25.9cm。背甲にはオレンジ色の複雑な網目模様が入り、網目模様の中に暗色の斑点や輪状の斑紋が入る。第1-4椎甲板に1つずつ暗色の斑紋が入る。縁甲板腹面の暗色斑は複雑な形状。左右の喉甲板の継ぎ目の長さ（間喉甲板長）は甲長の12%で、左右の腹甲板の継ぎ目の長さ（間腹甲板長）よりも短い。左右の胸甲板の継ぎ目の長さ（間胸甲板長）は甲長の16%。腹甲に入る暗色の斑紋は小型。皮膚の色彩は灰色や緑褐色で、側頭部の明色斑は小型で後方が尖り、色彩は赤やオレンジ色。オスの成体はわずかに吻端が突出する。
- T. g. hartwegi　ナザスキミミガメ

最大亜種。背甲にはオレンジ色の太く不明瞭な筋模様が入り、筋模様の中に暗色の斑点が入る。縁甲板腹面の暗色斑は単純な形状。間喉甲板長は甲長の14%で、間腹甲板長とほぼ同じ長さか短い。間胸甲板長は甲長の19%。腹甲に入る暗色の斑紋は大型。皮膚の色彩は灰色がかった緑褐色で、側頭部の明色斑は大型で後方が尖らず、色彩は黄色やオレンジ色。オスの成体も吻端は突出しない。

## 分類
ウスグロキミミガメに近縁とされ、ウスグロキミミガメの亜種とする説もある。
- Trachemys gaigeae gaigeae　(Hartweg, 1939)　ビッグベンドアカミミガメ　Big Bend slider
- Trachemys gaigeae hartwegi　(Legler, 1990)　ナザスキミミガメ　Nazas slider

## 生態
少なくとも基亜種は河川の周囲にある河跡湖や水溜り、ワンドなどに生息し、河川の周囲にある人工的な水場に生息する事もある。乾季には陸伝いに水場を移動することもある。
食性は雑食と考えられ、胃の内容物としては藻類や水草が発見されている。
繁殖形態は卵生。オスはメスを追いかけて後肢や尾に噛みついて動きを止め、メスの上に乗り交尾する。輸卵管内の卵や捕獲時期から、少なくとも基亜種は6月に1回に6-11個の卵を産むと考えられている。基亜種のオスは甲長10-11.5cm、メスは甲長17cmで性成熟する。

## 人間との関係
種小名gaigeaeはHelen Beulah Thompson Gaigeへの献名。亜種ナザスキミミガメの亜種小名hartwegiは、本種の記載者でもあるNorman Edouard Hartwegへの献名。
分布が限定的で生息密度が低い事から生息数は少ないと考えられ、さらにペット用の採集などによる生息数の減少が懸念されている。生息地では法的に保護の対象とされ、捕獲などは厳しく制限されている。さらに基亜種はアメリカ合衆国内の生息地がビッグ・ベンド国立公園などの国立公園や保護区として保護されている。しかし密猟される事もある。
ペットとして飼育されることもあり、日本にも輸入されている。上記のように保護の対象とされているため、動物園や水族館などで飼育下繁殖された個体に由来する個体が流通する。日本では基亜種の飼育下繁殖個体がまれに流通し、亜種ナザスキミミガメは日本には2007年に初めて輸入された。飼育下では魚類を食べた例もあり、人工飼料にも餌付く。